# Xe đạp nằm

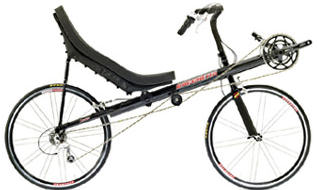
Bacchetta Corsa, a short wheelbase high racer

Xe đạp nằm là một loại xe đạp mà người lái ngả về phía sau tựa vào thành ghế dựa trên thân xe. Đi xe đạp nằm thoải mái và đỡ mất sức hơn so với xe đạp thông thường vì khối lượng cơ thể được phân bố trên một diện tích rộng và lưng hỗ trợ lực đạp xe. Xe đạp nằm có rất nhiều kiểu dáng: khoảng cách giữa trục trước và trục sau dài hay ngắn; kích thước bánh xe to, nhỏ hay hỗn hợp, điều khiển ở trên, dưới vị trí ghế ngồi hoặc không có điều khiển bằng tay; bánh lái trước hay bánh lái sau.

## Phân loại
Xe đạp nằm được phân loại theo: khoảng cách giữa trục trước và trục sau, kích thước bánh xe, hệ thống điều khiển, bánh lái trước hay bánh lái sau.

### Khoảng cách giữa trục trước và trục sau

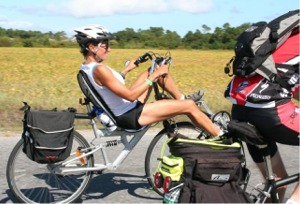
Cruzbike Sofrider (a PBFWD recumbent) and woman at end of the 500 mi "Ride Across North Carolina" 2007

Kiểu khoảng cách trục dài có bàn đạp nằm giữ bánh trước và bánh sau, kiểu khoảng cách trục ngắn có bàn đạp nằm phía trước của bánh xe trước. Không có thiết kế khoảng cách trục tiêu chuẩn cho xe đạp nằm mà tùy thuộc vào từng nhà sản xuất.

### Kích thước bánh xe
Bánh sau của xe đạp nằm thường nằm sau người lái và có thể có bất kỳ kích thước nào, từ khoảng 16 inch (410 mm) đến 700c một vòng. Bánh trước thường nhỏ hơn bánh sau. Bánh xe lớn có ma sát lăn thấp hơn nhưng cấu trúc xe cao cũng gây ra lực cản không khí lớn hơn.

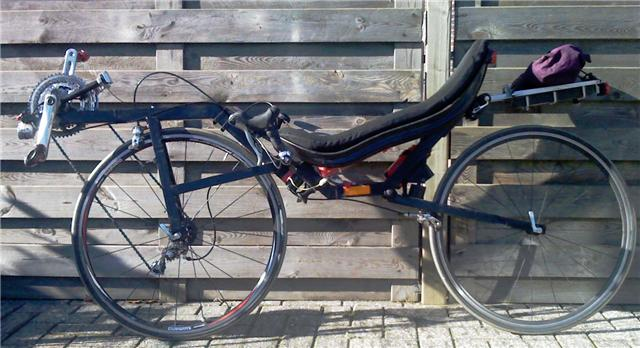
The pivoting-boom front-wheel drive Flevobike racer with 700c wheels (NL)

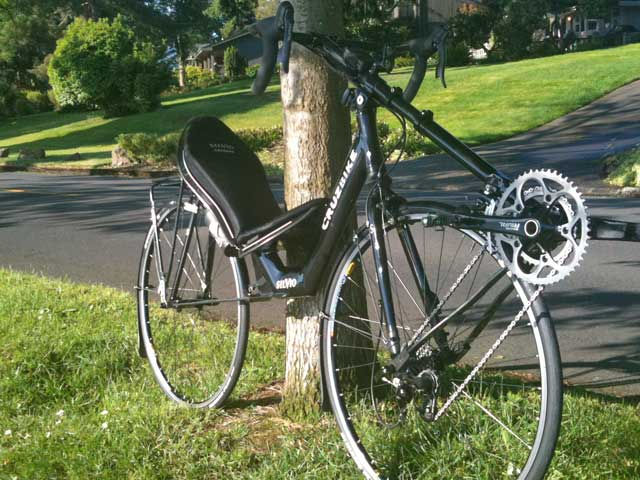
Cruzbike Silvio (2009) A pivot-boom, front wheel-drive, 700C road bike (with rear rack).

Kích thước thông dụng nhất là bánh sau ISO 559 (26-inch) và bánh trước ISO 406 (20-inch). Bánh trước nhỏ kết hợp với bánh sau lớn giữ bàn đạp và bánh trước tách rời nhau, ngăn chặn một vấn đề gọi là "chạm gót chân" (khi gót chân của người lái chạm vào bánh xe khi cua nhanh, gấp).

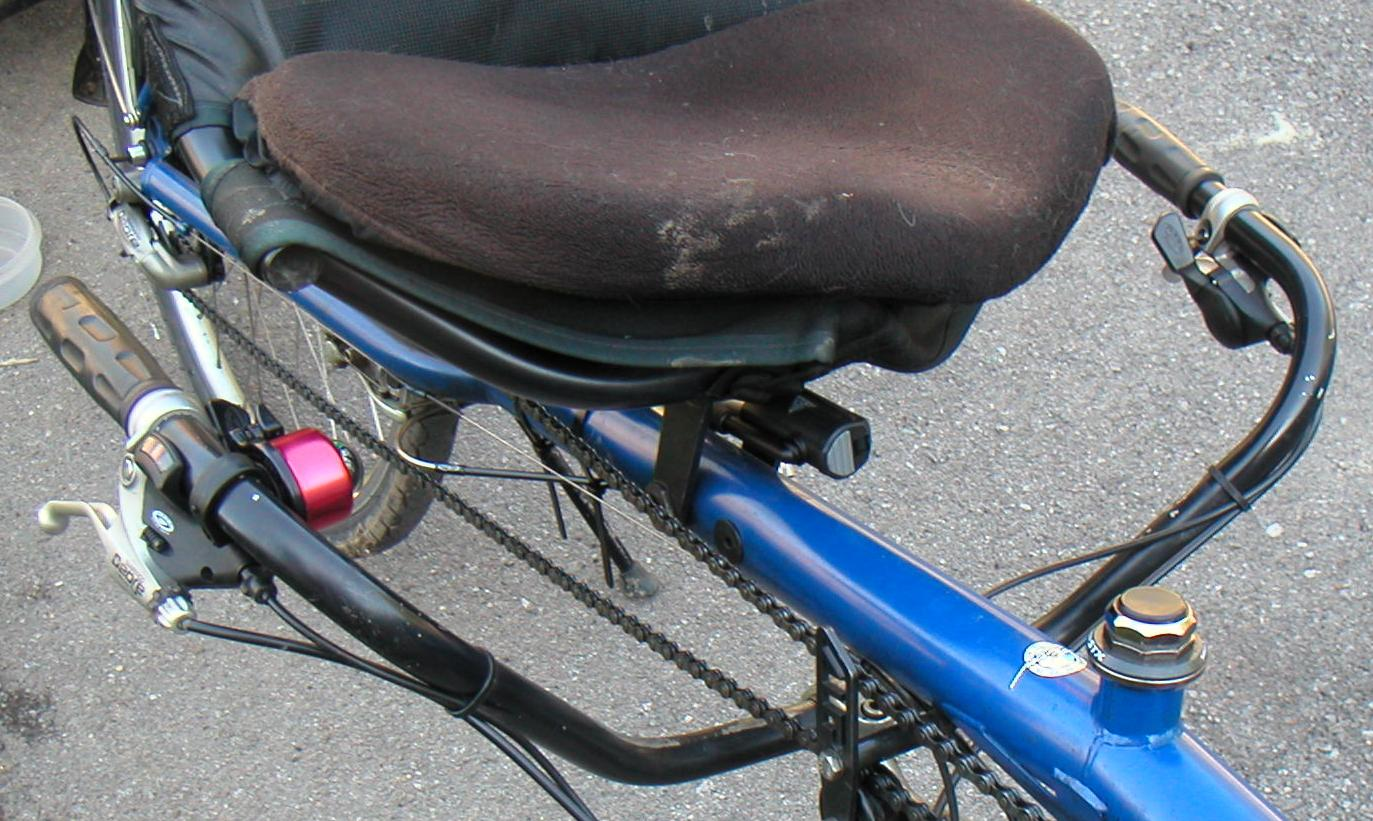
Handlebar setup for under-seat steering (USS)

### Cách điểu khiển
Điểu khiển xe đạp nằm có thể phân loại theo vị trí điều khiển:D
- Vị trí điều khiển nằm phía trên ghế ngồi.
- Vị trí điều khiển nằm phía dưới ghế ngồi.
- Vị trí điều khiển nằm ở giữa.

### Bánh lái
Bánh lái xe đạp nằm có thể là bánh trước hoặc bánh sau.